# Stylopathes columnaris
Stylopathes columnaris is een Antipathariasoort uit de familie van de Stylopathidae. De wetenschappelijke naam van de soort is voor het eerst geldig gepubliceerd in 1870 door Duchassaing.